# 神保彰
神保 彰（じんぼ あきら、1959年2月27日 - ）は、日本のドラマー、作曲家、国立音楽大学客員教授。

## 人物
東京都出身。血液型はA型。慶應義塾中等部、慶應義塾高等学校を経て、慶應義塾大学経済学部に進学。1980年、大学在学中だった二十歳のときに、フュージョン・バンドのカシオペアに加入してプロデビュー。以降、国内外のリスナー、アマチュア・ドラマーだけではなく、プロのドラマーからも常に注目を集める存在であり、2007年10月10日発売の『ニューズウィーク』誌 日本版（10月17日号）において「世界で尊敬される日本人100人」に選出されている。
音数が多くても一音一音をクリアに聞かせるそのテクニカルなドラム演奏は独りで叩いていないように思わせたことから、千手観音ともそれをもじって“十手観音”（命名者は当時同じカシオペアのメンバーだった向谷実）とも異名が付けられた。すでにデビューしていたカシオペアへの中途加入ではあったが、バンドとの音楽性はマッチした。神保が加入していた1980年代、国内外で高い評価を受けカシオペアは黄金時代を築く。1990年に同じメンバーだったベーシストの櫻井哲夫とともに脱退し、ドラム＆ベースのユニット、ジンサクを結成。1998年にユニットを解消した後、ソロアーティストとして歩み出すようになり、幅広い活動を行っている。
デビュー以来一貫してヤマハのドラムを使い続けていて、シグネイチャーモデルもいくつも作られている。1980年代のカシオペア在籍中よりヤマハの電子ドラムのデモンストレーターとしてその開発に携わったことから、1990年代初頭にそのシステムが応用されたMIDIドラム・トリガーシステムによる楽曲のメロディ＆ベース部分と生ドラムを独りで同時にこなしていく多重演奏のソロパフォーマンスが編み出された。そのソロパフォーマンスは神保自身によってワンマンオーケストラと名付けられて各方面から注目され、2000年代に入ると、従来の音楽ファン以外からも認知を受けるようになっていった。そして近年における活動の中心となり、国内で年間80本前後、国外でも多くの場所で開催されている。また、作・編曲も手がけるため毎年コンスタントにソロ名義のアルバムを制作している。
リーダー・プロジェクト以外にも、学生時代からの盟友・鳥山雄司との双頭ユニットであるピラミッド、向谷実と櫻井哲夫とのかつしかトリオでも活動中。なお、長年携わっていたカシオペアは2022年に卒業（活動から離脱）した。また、フュージョン・シーンだけではなくスタジオワークでSMAP、嵐、関ジャニ∞、Sexy Zone等のジャニーズ系やChar、舘ひろし等のレコーディングに参加（舘ひろしが出演した2012年の紅白歌合戦でも演奏している）、ももいろクローバーZやDREAMS COME TRUEのライブにゲスト出演するなど、ポップスやロック、アニメソングなどジャンルを超えて活躍している。

## 来歴

### アマチュアからカシオペアのメンバーとしてプロになるまで（1970年代まで）
父親は生業としてのプロミュージシャンにはならなかったが、大学生時代には同年代の中村八大とともに米軍キャンプを廻って演奏するほどの本格派なジャズ・ベーシストだった。そのため、幼少の頃から音楽や楽器に親しんだ環境の中に身を置く。最初に関わった楽器は、お稽古事としてのピアノ。そして中学の入学祝いにドラムセットを買ってもらうも、この時は半年ほどで飽きてしまう。その後、ギターを嗜むのだが、本人曰く普通の腕前であった（しかし、ギターの演奏経験があったことが、後に作曲を習得する際に役立つことになる）。高校3年生のとき、当時まだ黎明期だったフュージョン（クロスオーバー）音楽を好んで聴くようになった。そして、ボブ・ジェームスの作品に参加するドラマー、スティーブ・ガッドのテクニカルな演奏に感銘を受けたことがきっかけでドラムを再び始めるようになる。以降、1970年代後半のフュージョン・ブームが盛り上がっていく中で、ガッドやハービー・メイソン、アメリカのファンク・バンドであるタワー・オブ・パワーとそのドラマー、デヴィッド・ガリバルディから大きな影響を受ける。また、大学付属校に通っていたことから一般的な受験勉強に費やす時間を回避出来たことで、高校近くの練習スタジオにおいて、同校でフュージョン音楽を嗜む仲間（一学年下に鳥山雄司）らとコピー演奏に明け暮れていた。
1977年、慶應義塾大学に進学して、同校のジャズのビッグバンド、慶應義塾大学ライトミュージックソサエティに所属し、もちろんドラムを担当。大学3年生だった1979年秋、ビッグバンドが渋谷109のイベントライブに出演する際、就職試験で参加できないベーシストの代わりに、同大学に在学していて、すでにカシオペアでプロデビューしていたベーシストの櫻井哲夫がビッグバンド所属メンバーのひとりと同じゼミだったことから代役出演を依頼した。受諾した櫻井は初対面だったリハーサル段階から神保の卓越した演奏に感銘を受けることになる。当時のカシオペアは次期ドラマーを探していたことから、さっそく櫻井は神保の加入を他のメンバーやスタッフに推薦。まだ神保へはそのことは伏せて櫻井出演のそのイベントライブに他のメンバーやスタッフも観覧した上で櫻井の推薦に同意した。そして後日、本人へ加入を打診した。驚いた神保はそれまでプロ経験もなければ、将来プロになる指向もなかったことで当初は躊躇していたのだが、カシオペア側が総出となって口説き落としたこととコンボスタイルのフュージョンへの憧れと造詣が深かったことからカシオペアの音楽性にやりたいことを見いだして加入するに至った。

### カシオペアでの活動前期・ソロ活動以前（1980年代前半）
当時すでにカシオペアはプロデビューを果たしていたが、1980年2月に神保が加入してすぐにライブ・レコーディングされた3枚目のアルバム『THUNDER LIVE』が、音楽誌『ADLiB』の連載企画「ブラインド・フォールド・テスト」（来日した海外のフュージョン系の著名ミュージシャンに、日本のフュージョン系アーティストの新譜レコードをアーティスト名やプロフィールなど目隠し状態で伏せて聴かせて、音だけの判断で評論してもらう）で賞賛され続けたことで話題を呼び、人気が一気に高まっていく。以降、カシオペアはアルバムを出すごとに売り上げを伸ばし続け、ライブの規模と動員もそれに伴い大きくなる。
1980年夏、4枚目のアルバム『MAKE UP CITY』制作において4人のメンバー全員の自作曲を入れることにした際、一人だけ作曲経験の無かった神保にカシオペアの楽曲におけるメインライターであったリーダー兼ギタリストの野呂一生は自分が覚えてきた作曲方法を伝授した。以後、神保はソングライターとしての才能も開花させることになっていく。同年秋から冬にかけて、カシオペアはアメリカのロサンゼルスに一ヶ月滞在して、ハービー・メイソンによるプロデュースの下、アメリカ市場向けアルバム『EYES OF THE MIND』のレコーディングを行った。このレコーディングはリハーサル段階からハービーが陣頭指揮を執り、カシオペアが持つ先進的な音楽性のなかで唯一ウィークポイントであった旧来の楽典主義に則った演奏手法に変革をももたらし、彼らの音楽性をさらに飛躍させることに貢献した。とくに、以前からカシオペアが標榜していたファンクミュージックに必要不可欠なグルーヴというリズムの概念を本場アメリカでその最前線にいたハービーの直接指導でメンバー全員に体得させて、カシオペアをたんに聴かせる音楽だけではなく踊れる音楽へと変貌させた。この頃から日本人離れした櫻井と神保によるベースとドラムは黄金のリズム隊と称賛されるようになっていく。
1981年春、慶應義塾大学を卒業し、プロミュージシャンとして社会に出る。
1982年、カシオペアは本格的な海外活動を開始していくその前に、当時の所属レコード会社・アルファレコードの計らいで、メンバー一人一人が世界の好きな場所で海外渡航経験を積むことにした。神保はニューヨークやニューオリンズなどアメリカ東海岸における幾つかの音楽が盛んな都市を廻ってきた。帰国直後、ニューヨーク滞在時の想い出を基にして作ったのがカシオペアのアルバム『FOUR BY FOUR』収録の「MID-MANHATTAN」。この曲はライブで人気曲となり、現在でも神保が参加するライブで頻繁に演奏されている。
1984年、当時まだ未発売で試作の段階であったヤマハの電子ドラムのデモンストレーターとなる。当初はヤマハ主催のデジタル機材を中心とした楽器イベントのデモ演奏で披露するのみであったが、1986年からはカシオペアのライブにおいてもそれまでのシモンズ製のものからヤマハ製のものに代えて披露されるようになっていく。電子ドラムと生ドラムを合わせた演奏の模様は、1987年リリースのライブビデオ『CASIOPEA PERFECT LIVE LIVEII』に収録されている「Drums solo」で観られる。

### カシオペアでの活動後期・ソロ活動開始（1980年代後半）
1980年代当時のカシオペアは年間2枚のアルバム制作と国内外で年間100本前後に渡るライブをこなしていた。常にカシオペアはグループとしての活動を優先させたため、メンバーのソロ活動は制限されることになり、他のバンドとの掛け持ちもできなかった。1980年代前半、神保のカシオペア以外の場における音楽活動は他のメンバーと共に参加したいくつかのレコーディング・セッションのみで、ソロ活動を始めていくのは1980年代後半になってからだった。
1985年、カシオペアにデビュー以来初めてのまとまったソロ活動期間が設けられた際、他のメンバーがソロアルバムを制作するなかで、神保だけはまだそのときは作らなかった。その代わり、この年は前年に向谷実がサウンド・プロデュースした亜蘭知子のアルバム『More Relax』に楽曲提供と演奏で参加したことが評価されて、彼女の次作アルバム『IMITATION LONELY ―都会は、淋しがりやのオモチャ箱―』と当時人気絶頂期だった中森明菜のアルバム『BITTER AND SWEET』の制作（楽曲提供と演奏）に参加した。翌1986年、再び設けられたソロ活動期間において、ロサンゼルス・レコーディングで初めてのソロアルバム『COTTON』を制作して発表する。神保以外は現地在住のミュージシャンを起用し、当時のカシオペアとは対極的なアコースティック楽器とボーカルやコーラスをフィーチャーしたウォームなスムースジャズのサウンドに従来からのファンは驚いたが、以降のソロ名義によるアルバム制作もこのファーストアルバムの路線で続けられることになっていった。
1989年、カシオペアはグループとしての活動を休止し、3度目のソロ活動期間が設けられることになった。神保はそのなかで2作目のソロアルバム『PALLETE』を制作したほかに、櫻井と一緒にボーカル音楽のバンド、シャンバラを結成してアルバム制作とライブ活動も行い始めた。しかし、野呂と向谷は「シャンバラを継続的に活動させると、カシオペアの活動再開に支障を与える」として二人に活動停止を要請した。これに対し、櫻井と神保はカシオペアの活動と両立できると主張した。両陣営は最後まで平行線を辿って物別れになり、櫻井と神保は1989年限りでカシオペアから脱退してしまう。後年の1997年にカシオペアの現役とOBメンバーが集まって収録されたトーク＆スタジオライブのテレビ番組『THE MINT CLUB』（CASIOPEA with TETSUO SAKURAI/AKIRA JIMBO『THE MINT SESSION』としてもDVDソフト化）の中で神保は脱退直前のカシオペアについて次のように述懐している。

### ジンサク活動期におけるソロ活動（1990年代）
1990年、カシオペアから脱退した櫻井と神保の2人はシャンバラ以外にフュージョン・シーンで活動するジンサクというユニットを結成する。1990年代前半、神保はジンサクの活動と併行して、カシオペア在籍時代から引き続いてロサンゼルス・レコーディングによるソロ名義のアルバム制作も毎年行っていき、アルバムのプロデューサー兼現地コーディネーターの松居和の尽力により、アメリカでも発売されていくようになった。しかも、国内よりもスムースジャズが盛り上がっていたアメリカの方で話題を呼び、現地ではプロモーション・ライブも行われていた。
1992年、初めてのビデオソフト『Metamorphosis』を制作。ドラム演奏のテクニックを伝授する教則ビデオで、収録されている楽曲のデモ演奏パートには、ジンサクのライブで披露されていた櫻井哲夫とのドラム＆ベースによるデュオ演奏のほか、ドラム・トリガーシステムを使った神保だけの演奏もフィーチャーされた。この頃、そのプロモーションも兼ねて、カシオペア在籍時代は余暇の範囲内でしか行われなかったドラムセミナーを頻繁に行っていくようになる。ビデオソフト『Metamorphosis』は、神保の国際的な音楽活動における実績から日本ではなくアメリカの音楽ソフトメーカー、DCIによって制作および現地でも発売されたことにより、海外でもそのプロモーションを兼ねたドラムセミナーが開かれていく。1995年、2作目のビデオソフト『PULSE』を制作して発表。1作目で示したドラム・トリガーシステムを組み込んだデモ曲の演奏は機材の性能向上も相まって進化し、生ドラムと同時にメロディやベース、和音も操る独り多重演奏が確立した。同年、ヤマハからテクニカルマスターの称号を与えられたことにより、国内外でのドラムセミナーが活動の柱の一つとなっていった。
1995年、パーカッション奏者のカルロス菅野がリーダーとなったラテン・ジャズのビッグバンド、熱帯JAZZ楽団に立ち上げから参加。1997年、ドラマーが脱退して活動計画に窮していたカシオペアにもサポートメンバーとして復帰する。一方で櫻井哲夫と組んでいたジンサクは1990年代後半になる頃から別々のソロ活動に比重が高まっていたこともあり、1998年に解散。神保はこれを機に以後は特定のバンドやユニットには属さないソロアーティストとして活動していくようになる。

### ソロとして独り立ち・ワンマンオーケストラの確立（1990年代末期から2000年代前半まで）
1990年代末期から2000年代初頭にかけて、ドラムセミナー内で披露される、ドラムトリガーシステムによる楽曲のメロディ＆ベース部分と生ドラムを同時にこなした独り多重演奏は、神保がそれ用に作ったオリジナルの楽曲ばかりでなく、ポップスから映画音楽、日本の伝統音楽まで様々な著名曲もアレンジしレパートリーを増やした。この頃独り多重演奏のパフォーマンスを「ワンマンオーケストラ」と呼ぶようになった。そして、専門的なドラムセミナー内でのデモ演奏としてではなく、ワンマンオーケストラ自体を全編にフィーチャーしたライブも行われるようになっていき、次第にドラムセミナーに代わって活動の中心となっていく。
ワンマンオーケストラは各方面で話題を呼ぶようになり、2001年にはテレビ朝日系列で放送されていた報道テレビ番組『ニュースステーション』に出演し披露したことにより、神保の活動を知る音楽ファン以外にも認知されていくようになる。
1980年代から続けていたソロ名義によるアルバム制作活動は1997年に発表した10作目の『STONE BUTTERFLY』を最後に一旦休止する。それ以後しばらくは、DJのケイ・ナカヤマとの「INTELLIGENT JAZZ」、和太鼓奏者のヒダノ修一との「ヒダじんぼ」、アメリカ人ベース奏者のブライアン・ブロンバーグとの「JBプロジェクト」など、あらゆる音楽分野の第一人者とのユニットでライブとアルバム制作活動を行う。
同じ頃カシオペアとT-SQUAREのメンバー間による交流が盛んとなっていて、2003年にジョイント・ライブツアー「CASIOPEA vs THE SQUARE」を開催した。その共演がきっかけとなり、2004年に元T-SQUAREのドラマー・則竹裕之とのツインドラムによるユニット、Synchronized DNAを結成。それと前後して、高校・大学時代の音楽仲間であった鳥山雄司と和泉宏隆ら3人によるインストゥルメンタル・バンド「PYRAMID」（活動当初は慶応ボーイをもじり「オーケーボーイズ」なる名義だった）を結成してレコーディングとライブ活動を行っていく。

### その後 （2000年代後半から）
2006年、カシオペアが活動を休止するも、その後にカシオペアのリーダー・野呂一生が立ち上げたソロ・プロジェクト「ISSEI NORO INSPIRITS」に参加。2012年、カシオペアは「CASIOPEA 3rd」の名義で活動再開し、神保は休止前と同じスタンスでサポートメンバーとして参加。また、活動再開を機にカシオペアから脱退した向谷実の音楽活動にも度々加わる。
2007年からそれまで十年途絶えていたソロ名義のアルバム制作を再開。ロサンゼルス・レコーディングにて、エイブラハム・ラボリエル（ベース）、オトマロ・ルイーズ（ピアノ）らをパーマネントで起用して毎年制作されている。近年は神保が書いたオリジナル曲のものとは別にカバー曲集のアルバムも同時に制作されている。なお、それらに収録されたオリジナル曲やカバー曲は、ワンマンオーケストラ用にアレンジし直されて演奏もされている。
2011年、国立音楽大学ジャズ専修客員教授に就任。2012年からNHK教育テレビジョン（NHK Eテレ）にて放送された『スクールライブショー』バンドバトル部門の審査員としてたびたび登場するなど後進の指導にもあたっている。
2017年、ももいろクローバーZのライブ「ももいろクリスマス2017 〜完全無欠のElectric Wonderland〜」に出演し、ワンマンオーケストラでメンバーとのセッションを披露するなど、活躍の場を広げている。

### 近年（2020年代から）
2019年に自身の還暦記念ライブを開催し、ワンマンオーケストラとCASIOPEA 3rdに加えて、櫻井哲夫が出演し、JIMSAKU名義のステージが21年ぶりに行われて一夜限りの復活を果たした。それを機に、2020年5月8日、結成30周年として『JIMSAKU 30thプロジェクト』が開始され、期間限定ながら活動を再開していく。2021年7月28日、新作アルバム『JIMSAKU BEYOND』を発表。向谷実との交流も続き、ワンマンオーケストラのかつしかシンフォニーヒルズ公演には櫻井と向谷の両人をゲストで招くこととなり、三人の共演形態に名称を付けることになって、ホール名に因んでかつしかトリオとした。当初はそこでの一回限りを予定したものであったが、前評判の高さから複数個所のライブツアーに拡げて行った。ライブの演奏曲目は各々が在籍していた時代におけるカシオペアの自作曲が中心で詰めかけたファンを歓喜させた。その盛況ぶりから翌年以降もかつしかトリオは活動を継続することとなり、2022年は前年よりも拡大したライブツアーに加えて、書き下ろしの新曲をレコーディングして配信でのリリースがなされた。
2021年3月、PYRAMIDのメンバーである和泉宏隆が急逝。以後、PYRAMIDは鳥山雄司との双頭ユニットとなる。2022年、PYRAMIDはアルバムを制作するため、神保の音楽活動において初のクラウドファンディングで制作資金を調達することを発表してファンに広く呼び掛けた。早々に目標金額を達成して順調に制作された。
2019年に発生した新型コロナウイルス感染症の世界的流行は、国内外をひろく廻る神保の活動に多大な支障をきたした。2020年から2022年までワンマンオーケストラの公演を海外では行っておらず、日本国内でも各地で度々の延期や中止を余儀なくされていたが、可能な限り続けていた。また、毎年アメリカのロスアンゼルスで行っていたソロアルバムのレコーディングは、神保が国内に居て、ロスアンゼルスに居るミュージシャンは現地からインターネットでつなぐリモート録音形式に変更されて行われている。
新型コロナウイルス感染症禍でのステイホームを受けて、2020年5月、YouTubeにある自身の公式チャンネルにて自宅スタジオからのライブストリーミング「OUCHI DE JIMBO」を配信開始。ワンマンオーケストラの演奏と活動告知のトークを交えたもので、チャット機能でコメントを寄せる視聴者とのやりとりにも応えている。その日に予定がなければ毎週土曜日夜8時から30分ほど行われている。2023年現在、その回数は100回を超えている。
2022年2月、サポートメンバーとして活動に帯同しているCASIOPEA 3rdから卒業（活動から離脱）することを発表して、2022年4月から5月にかけて行われたライブツアー『A.J.FINAL』を最後に卒業した。なお、カシオペアは神保の卒業を受け、7月に後任の新ドラマー・今井義頼が加入して、それを機に、2012年より使用していた第3期の活動名・CASIOPEA 3rdから第4期の活動名・CASIOPEA-P4に変更して活動することが告知された。

## ドラム・トリガー・システム
先述の「ワンマンオーケストラ」を実現するために考案した「ドラム・トリガー・システム」と呼ばれるこの機材の第1号機は、1990年代初頭にヤマハが開発したもの。叩くと電気が発生するピックアップ（圧電素子）や電子ドラムパッドを接続し、それぞれのパーツから打撃を受けると、機材内で設定したMIDIの信号に変換する仕組みを付け加えたものである。
さらにこの機材には、それぞれのパッドや生ドラムが叩かれた際に、1種類・1音程のMIDI信号を鳴らすだけでなく、あらかじめ下記のような信号に変換する設定を収められる。
- 鳴らす和音・音色（音色を変えてドラム以外の楽器の音を鳴らす）
- 叩かれた回数に応じて鳴らす音程（たとえば、3回叩くと「ド、ミ、ソ」と流れ、もう1度叩くと「ド」に戻り、この3音のループを繰り返していく。変化させる音程や前述の和音の上限は1990年初頭の機材では4音までだったが、2010年現在の市販機材「DTX900」ではマニュアル[7]によると和音・音程切り替え合わせて、一つのパッドの叩いた場所／ピックアップごとに最大100種の音符設定を記憶できる。1つの打撃で同時に違った音色を鳴らしたり、長く鳴る音や短く鳴る音を決めたりすることもできる）
- 上記2点の組み合わせを取りまとめたセットの記憶
- セットを複数切り替える機能（パッドの1つが切り替えスイッチとなっており、これによりメロディやコード進行の変化に対応している）

これにより一人での多重パート・メロディ演奏が可能となる。かつては19インチラックに収めるデザインだったが、近年ではドラムセットの傍らに置いて操作できるコンパクトな機材となった。この機材にもMIDI端子が付いており、サンプラーを接続すれば肉声や自然音も演奏できる。神保自身のライブでは外部MIDI音源を接続し使用している。
なお、上記2番目の機能は神保の演奏を見ても、シーケンサーによる自動演奏のフレーズを鳴らしているだけと思われがちだが、機材にプログラミングされているのは音程の順序と長さだけなので自動で曲が鳴ることはなく、どの場所を何回どのタイミング・順序で叩くかを完全に習得しないと曲に聴こえない。演奏ミスはまれに見られ、TV番組のインタビューにて「1打多く打ったらどこかで1打少なくして帳尻を合わせる。合わせられない場合はそのセクションを捨てて次へどんどん進んでしまう。どうしようもなくなった場合はMCでフォローする」と語った。また、キーボードによる演奏と違って「音を止める」タイミングを演奏者が決められないため、「長く鳴らす音」「短く鳴らす音」をあらかじめプログラミングする必要がある。聞こえてくる音楽に合わせて太鼓や画面を操る音楽ゲームとは全く逆に、人が音を鳴らすタイミングを決めると捉えてもよい。
2023年末には自身のSNSにて「ハイハットにピックアップを付けたので演奏の幅が広がる」と書いていた。足を踏んで8分や4分音符のリズムキープがしやすく楽器の音が目立たないハイハットでは、他のパートの音への影響が少ないうえリズムの縦を揃えたフレーズが演奏しやすくなり、スネアやタムタムによるフィルインも演奏しやすい。
神保の説明によると「テープやシーケンサーによる同期演奏とは全く異なる。同期演奏はクリックのタイミングに演奏が縛られるが、ワンマンオーケストラでは自分のタイム感でバンドオーケストレーションを作り上げることができる」という（教則ビデオ"PULSE"より）。

## ディスコグラフィー

### リーダー・アルバム
| タイトル                                                                               | アルバム詳細                                                                      | 最高順位 |
| タイトル                                                                               | - 発売日 - レーベル - 規格：規格品番                                              | 最高順位 |
| -------------------------------------------------------------------------------------- | --------------------------------------------------------------------------------- | -------- |
| 『COTTON』                                                                             | - 1986年4月25日 - 徳間ジャパン - LP: 28JAL-3051, CD: 32JC-157                     | -        |
| 『PALETTE』                                                                            | - 1989年6月5日 - 徳間ジャパン - CD: 32JC-434                                      | -        |
| 『JIMBO』                                                                              | - 1990年6月5日 - 徳間ジャパン - CD: TKCA-30094                                    | -        |
| 『SLOW BOAT』                                                                          | - 1991年7月25日 - 徳間ジャパン - CD: TKCA-30319                                   | -        |
| 『PENGUIN PARASOL』                                                                    | - 1992年6月25日 - 徳間ジャパン - CD: TKCA-30591                                   | -        |
| 『LIME PIE』                                                                           | - 1993年7月27日 - アルファレコード - CD: ALCA-9018                                | -        |
| 『PANAMA MAN』                                                                         | - 1994年7月20日 - アルファレコード - CD: ALCA-5001                                | -        |
| 『ROOMS BY THE SEA』                                                                   | - 1995年9月1日 - ポリドール・レコード - CD: POCH-1514                             | -        |
| 『FLOWER』                                                                             | - 1996年9月30日 - SOUND VIBRATION - CD: SVCD-0010                                 | -        |
| 『STONE BUTTERFLY』                                                                    | - 1997年6月25日 - アルファレコード - CD: ALCA-5165                                | -        |
| 『FOUR COLORS』                                                                        | - 2007年5月23日 - キングレコード - CD: KICJ-518、デジタル・ダウンロード           | 189      |
| 『GET UP !』                                                                           | - 2008年3月26日 - キングレコード - CD: KICJ-531、デジタル・ダウンロード           | 173      |
| 『JIMBOMBA』                                                                           | - 2009年2月25日 - キングレコード - CD: KICJ-554、デジタル・ダウンロード           | 140      |
| 『JIMBO GUMBO』                                                                        | - 2010年2月10日 - キングレコード - CD: KICJ-573、デジタル・ダウンロード           | 147      |
| 『JIMBO JAMBOREE』                                                                     | - 2011年1月12日 - キングレコード - CD: KICJ-609、デジタル・ダウンロード           | 107      |
| 『Smile Smile』                                                                        | - 2012年1月11日 - キングレコード - CD: KICJ-624、デジタル・ダウンロード           | 94       |
| 『JIMBO de COVER』                                                                     | - 2012年1月11日 - キングレコード - CD: KICJ-625、デジタル・ダウンロード           | 85       |
| 『Mind Scope』                                                                         | - 2013年1月9日 - キングレコード - CD: KICJ-650、デジタル・ダウンロード            | 120      |
| 『JIMBO de COVER 2』                                                                   | - 2013年1月9日 - キングレコード - CD: KICJ-651、デジタル・ダウンロード            | 136      |
| 『Crossover The World』                                                                | - 2014年1月8日 - キングレコード - CD: KICJ-660、デジタル・ダウンロード            | 119      |
| 『JIMBO de COVER 3』                                                                   | - 2014年1月8日 - キングレコード - CD: KICJ-661、デジタル・ダウンロード            | 137      |
| 『Groove Of Life』                                                                     | - 2015年1月7日 - キングレコード - CD: KICJ-687、デジタル・ダウンロード            | 107      |
| 『JIMBO de CTI』                                                                       | - 2015年1月7日 - キングレコード - CD: KICJ-688、デジタル・ダウンロード            | 128      |
| 『Munity』                                                                             | - 2016年1月1日 - キングレコード - CD: KICJ-745、デジタル・ダウンロード            | 200      |
| 『JIMBO de JIMBO 80’s』                                                                | - 2016年1月1日 - キングレコード - CD: KICJ-746、デジタル・ダウンロード            | 179      |
| 『BROMBO3 ! ! -JB Project』                                                            | - 2017年1月1日 - セブンシーズ - CD: KICJ-756、デジタル・ダウンロード              | 226      |
| 『21』                                                                                 | - 2017年1月1日 - キングレコード - CD: KICJ-757、デジタル・ダウンロード            | 178      |
| 『22 South Bound』                                                                     | - 2018年1月1日 - エレクトリック・バード - CD: KICJ-774、デジタル・ダウンロード    | 237      |
| 『23 West Bound』                                                                      | - 2018年1月1日 - エレクトリック・バード - CD: KICJ-775、デジタル・ダウンロード    | 247      |
| 『24th Street NY Duo - featuring WILL LEE』                                            | - 2019年1月1日 - エレクトリック・バード - CD: KICJ-814、デジタル・ダウンロード    | 209      |
| 『25th Avenue LA Trio - featuribg ABRAHAM LABORIEL & RUSSELL FERRANTE』                | - 2019年1月1日 - エレクトリック・バード - CD: KICJ-815、デジタル・ダウンロード    | 204      |
| 『JIMBO THE BEST-KANREKI-』                                                            | - 2019年8月21日 - エレクトリック・バード - CD: KICJ-832/3、デジタル・ダウンロード | 168      |
| 『26th Street NY Duo - Featuring Will Lee & Oz Noy』                                   | - 2020年1月1日 - エレクトリック・バード - CD: KICJ-836、デジタル・ダウンロード    | 175      |
| 『27th Avenue LA Trio - Featuring Abraham Laboriel,Russell Ferrante & Patrice Rushen』 | - 2020年1月1日 - エレクトリック・バード - CD: KICJ-837、デジタル・ダウンロード    | 172      |

## その他
- 『おかあさんといっしょ』（NHK教育テレビジョン）の1990年10月の歌『にじのいろとおほしさま』の作曲を担当している。[10]
- 2007年11月、シューズメーカーのニューバランスに協力しドラマー向けシューズM150を完成させている。
- 『となりの関くん』のエンディングである『Set Them Free』のドラムを演奏している[11]。
- Google ストリートビューに歩行中の姿（大阪府摂津市界隈を2014年4月に撮影のもの）が写り込んでいる。それを自身で確認してTwitterで紹介した[12]。